# Trinity Lutheran Church (New Leipzig)

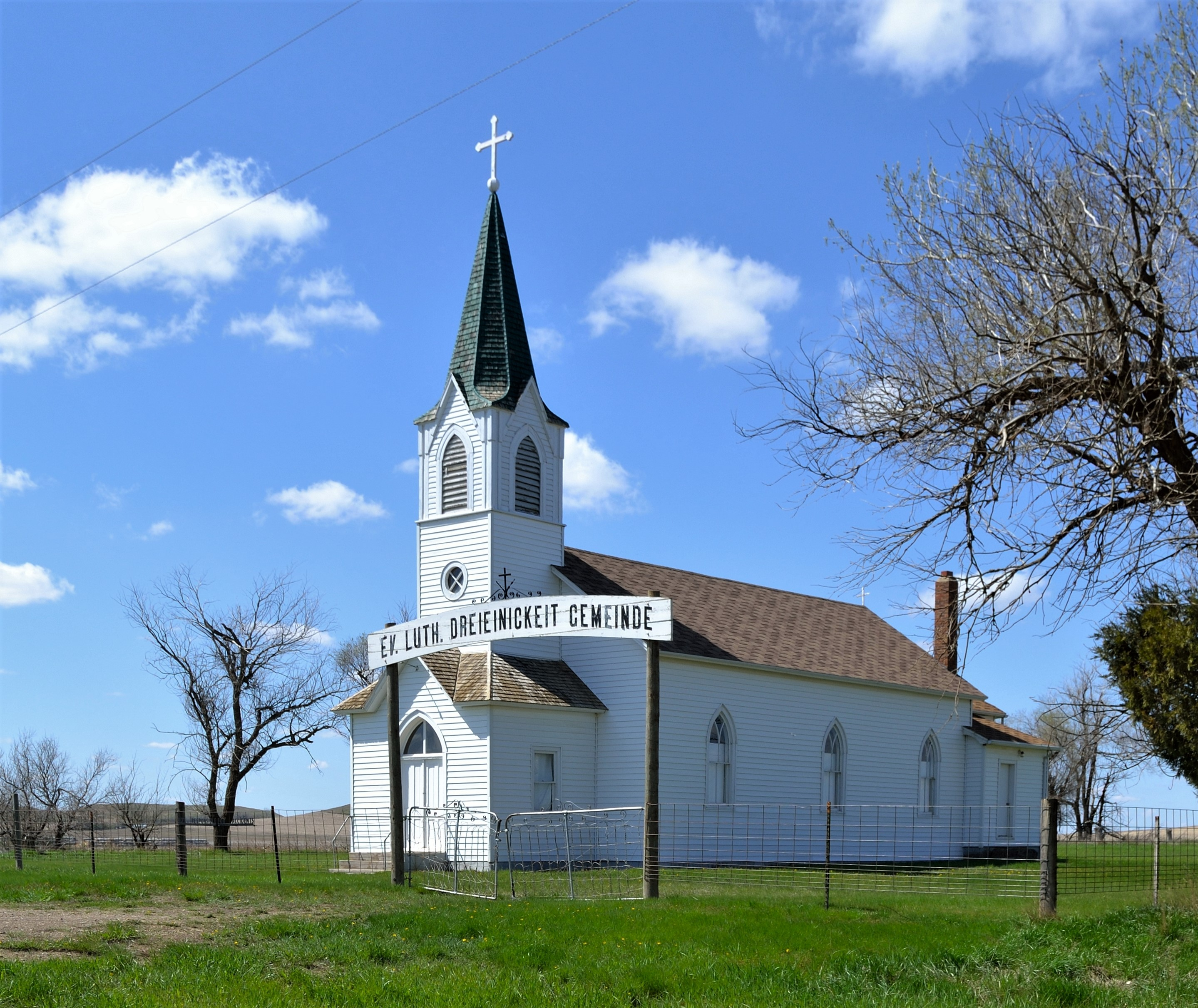
Die Trinity Lutheran Church

Die Trinity Lutheran Church (auch: Trinity Heupel Church) ist ein evangelisch-lutherisches Kirchengebäude in New Leipzig (Grant County) im US-Bundesstaat North Dakota in den Vereinigten Staaten. Das nur noch für besondere Gottesdienste genutzte Bauwerk wurde 2009 im National Register of Historic Places als historisches Denkmal aufgenommen.

## Geschichte
Bessarabiendeutsche Einwanderer  gründeten zunächst um 1895 im Gebiet um den späteren Kirchenstandort die Ortschaft Leipzig. Lutherische Gottesdienste wurden ab 1898 in Privathäusern gefeiert. Im Jahr 1902 konnte schließlich mit dem Bau der Trinity Lutheran Church begonnen werden, die 1905 eingeweiht wurde. 1909 erweiterte man die Kirche um den Turm und die Glocken. Da der Bau der Strecke der Northern Pacific Railway elf Meilen südwestlich von Leipzig entstand, entschied man sich um 1910, den Ort dorthin zu verlegen und New Leipzig zu benennen. Trotz der Entfernung zur Kirche beschloss die Gemeinde, kein neues Kirchengebäude zu errichten und die Strecke jeden Sonntag zum Gottesdienst zurückzulegen. Im Jahr 1942 wurde die Kirche um einen Anbau für den Chor und einen Lagerraum erweitert. Außerdem wurde unterhalb des Anbaus ein Teilkeller ausgehoben und ein Ofen installiert.
Schließlich entschloss man sich doch für ein neues Kirchengebäude in New Leipzig und 1959 wurden die Kirche und die Ausstattung zusammen mit dem Pfarrhaus verkauft, welches nach Flasher in North Dakota umgesetzt wurde. Im Jahr 1961 kauften mehrere ehemalige Mitglieder der Trinity Lutheran Church die Kirche und das umliegende Gelände als Gedenkstätte und benannten sie in Erinnerung an einen Pfarrer in Trinity Heupel Church um. 1969 wurde das Dach neu erneuert und 1970 das Äußere renoviert. In den folgenden Jahrzehnten fanden regelmäßig Renovierungsarbeiten an dem Gotteshaus statt.